# Ringicula ciommeii
Ringicula ciommeii is een slakkensoort uit de familie van de Ringiculidae. De wetenschappelijke naam van de soort is voor het eerst geldig gepubliceerd in 2000 door Mariottini, Smriglio & Oliverio.